# Avenida São João
La avenida São João es una vía arterial importante en el distrito de República en la Zona Central de São Paulo (Brasil). Está conectado con el Elevado Presidente João Goulart y en su perspectiva se encuentra el Edificio Altino Arantes (Banespa), un importante hito urbano. En su zona más céntrica, la avenida es enteramente peatonal, con circulación restringida de automóviles.

## Historia
La historia de la avenida São João se remonta a 1651. Ese año, los paulistas Henrique da Cunha Gago y Cristóvão da Cunha solicitaron a la Cámara Municipal la donación de terrenos en el área delimitada por los arroyos Anhangabaú y Yacuba a través de una carta que decía: "Los abajo firmantes piden a Vuestras Gracias que les entreguen cada treinta brazos de terreno en el valle de este pueblo, entre dos arroyos llamados Anhangobay y Yacuba, que se empezará a medir el terreno desde el camino que va a Piratininga frente al terreno de João Pires y del costado de unas casas de María Morena, hasta otros treinta brazos de patio por el lado del arroyo Yacuba. (Vitor, 1976, p. 65) Así nació un camino de tierra que conectaba estas propiedades con el llamado cerro histórico de São Paulo.
Con el tiempo, este camino rústico pasó a ser conocido como “Ladeira do Acú”, abreviatura de Yacuba, el arroyo fronterizo. La cuesta comenzaba en el antiguo Largo do Rosário – actual Plaza Antonio Prado – y terminaba cerca del Largo do Paissandú. A partir de ese momento, se convirtió en la “Estrada de Jundiaí”, un camino muy utilizado por los arrieros que se dirigían hacia el interior del estado.
Y como Ladeira do Acú, São João permaneció durante todo el siglo XVIII. La designación actual es un homenaje a San Juan Bautista, considerado el “protector de las aguas” en la tradición católica. Buscando las raíces de este homenaje, comprobamos que los cursos de agua que cruzaban la antigua “Ladeira” eran considerados peligrosos para los viejos paulistanos: Yacuba o Acú, significa en tupí “Agua Envenenada”; este arroyo bordeaba el actual edificio de Correos y desembocaba en Anhangabaú, que también en tupí significa “Aguas Embrujadas” o Aguas del Diablo”.
Este tributo, inicialmente, se consolidó informalmente, apareciendo en los registros del 28 de noviembre de 1865, cuando el regidor Malaquias Rogério de Salles Guerra sugirió el nombre de “Ladeira de São João”. Más tarde, la calle pasó a ser rua y, a partir de 1916, avenida São João. Entre 1910 y 1937 se llevaron a cabo sucesivas reformas, ampliaciones y ampliaciones.
Algunas de las ampliaciones ocurrieron durante las administraciones de Raimundo Duprat (1911-1913) de la rua Libero Badaró al Largo de Paysandú, Washington Luís (1914-1919) del Largo do Paissandu a la Plaza Júlio de Mesquita y de Firmiano Pinto (1920-1925 ) a rua Libero Badaró a Plaza dos Pirineus (actualmente Plaza Marechal Deodoro).
A principios de 1970, en un tramo relativo de la avenida São João, se construyó el Elevado Presidente João Goulart. La obra lanzada por el alcalde de la época, Paulo Maluf, tenía como objetivo el desahogo de las vías centrales y fue inaugurada en el 417 (cuadragésimo séptimo) aniversario de la ciudad de São Paulo. El pesado y continuo flujo de automóviles, el ruido, la suciedad y la contaminación aumentaron dramáticamente en las vías sobre las que se construyó el paso a desnivel, escenario que devaluó el mercado inmobiliario de la región.
Edificios relevantes
- Edificio Banespa
- Edificio Martinelli
- Palacio de Correos
- Plaza de las Artes
- Edificio Andraus
- Galería de Olidos

Cruces relevantes
- Rua São Bento
- Calle Libero Badaro
- Avenida Prestes Maia
- Valle de Anhangabaú
- Largo do Paiçandu
- Avenida Ipiranga